# سايمون شيلتون
سايمون شيلتون (بالإنجليزية: Simon Shelton )‏ (و. 1966 – 2018 م) هو ممثل بريطاني، ولد في شبردز بوش، توفي في ليفربول، عن عمر يناهز 52 عاماً، بسبب توقف القلب.

## وصلات خارجية
- سايمون شيلتون على موقع IMDb (الإنجليزية)
- سايمون شيلتون على موقع ألو سيني (الفرنسية)
- سايمون شيلتون على موقع ميوزك برينز (الإنجليزية)
- سايمون شيلتون على موقع قاعدة بيانات الفيلم (الإنجليزية)
- سايمون شيلتون على موقع كينوبويسك (الروسية)
- سايمون شيلتون في قاعدة بيانات الأفلام على الإنترنت